# 新選組血風録 近藤勇
『新選組血風録 近藤勇』（しんせんぐみけっぷうろく こんどういさみ）は、1963年（昭和38年）5月12日公開の日本映画である。東映製作・配給。監督は小沢茂弘、主演は市川右太衛門。富士フイルム・モノクロ・シネマスコープ、映倫番号:13175、94分。
司馬遼太郎の小説『新選組血風録』の最初の映像化作品にあたる。

## スタッフ
- 監督：小沢茂弘
- 脚本：笠原和夫、加藤泰
- 原作：司馬遼太郎
- 企画：田口直也、彼末光史
- 撮影：伊藤武夫
- 音楽：斎藤一郎
- 美術：大門恒夫
- 録音：安田俊一
- 照明：田中憲次
- 編集：宮本信太郎
- 助監督：鎌田房夫
- 記録：川島庸子
- 装置：舘清士
- 装飾：清水悦夫
- 美粧：林政信
- 結髪：桜井文子
- 衣裳：三上剛
- 武道指導：中島正義
- 擬斗：足立伶二郎
- 進行主任：田辺嘉昭
- スチール：熊田陽光

## キャスト
- 近藤勇：市川右太衛門
- 駒野：長谷川裕見子
- 小常：北原しげみ
- おけい：北条きく子
- 徳川慶喜：山城新伍
- 徳川家茂：沢村精四郎
- 沖田総司：品川隆二
- 藤堂平助：徳大寺伸
- 板倉周防守：明石潮
- 陸奥陽之助：青木義郎
- 松前伊豆守：香川良介
- 中井庄五郎：戸上城太郎
- 近藤周斎：高松錦之助
- 大石鍬次郎：月形哲之介
- 原田左之助：尾形伸之介
- 永倉新八：国一太郎
- 武田観柳斎：中村錦司
- 中村半次郎：小田部通麿
- 服部武雄：遠山金次郎
- 斎藤一：島田兵庫
- 楠小十郎：神木真寿雄
- 山崎烝：南方英二
- 尾形俊太郎：有島淳平
- 加納道之助：毛利清二
- 鈴木三樹三郎：村井京二郎
- 毛内有之助：木島修次郎
- 谷三十郎：兼田好三
- 松原忠司：春川純
- 吉村貫一郎：川浪公次郎
- 新井忠雄：土橋勇
- 井上源三郎：木谷邦臣
- 島田魁：結城哲也
- 篠原泰之進：木村功
- 土方歳三：加藤武
- 松平容保：原田甲子郎
- 山南敬助：佐藤慶
- 伊東甲子太郎：安部徹

## 同時上映
- 『特別機動捜査隊 東京駅に張り込め』

## ネット配信
- YouTube「東映時代劇YouTube」の2022年11月企画「新選組映画特集」の最終作品として、2022年11月15日16:00から同年12月4日23:59まで期間限定無料配信されている。